# ESR (企業)
ESR（イーエスアール、英称: ESR LTD.）は、アジア太平洋地域 (APAC)に特化した物流不動産の不動産所有、開発、管理会社。
香港にグループ本社を置き、物流施設に特化した不動産ファンドの組成・運営等も行う。ESR株式会社は日本法人。

## 沿革
- 2006年 - 前身のレッドウッド・グループ・ジャパン設立。
- 2016年 - e-Shangと経営統合、ESR株式会社に商号変更
- 2019年 - 11月1日 香港証券取引所に上場。

## グループ会社
- ESRリートマネージメント株式会社

## 国内の物流施設
＊DC＝ディストリビューションセンターの略

### 首都圏
- REDWOOD 原木 DC1
- REDWOOD 原木 DC2
- REDWOOD 生麦 DC
- REDWOOD 佐倉 DC
- REDWOOD 川越 DC
- REDWOOD 千葉北 DC
- REDWOOD 成田 DC
- REDWOOD 加須 DC
- REDWOOD 川島 DC
- ESR 久喜 DC
- ESR 市川 DC
- ESR 野田 DC
- ESR 守谷 DC
- ESR 戸田 DC
- ESR 川崎夜光 DC（2021年4月竣工）
- ESR 茅ヶ崎 DC（2021年6月竣工）
- ESR 横浜幸浦 DC1（2022年1月竣工予定）
- ESR 浮島 DC （2022年8月竣工予定）
- ESR 横浜幸浦 DC2（2023年1月竣工予定）
- ESR 東扇島 DC（2025年竣工予定）

### 名古屋圏
- REDWOOD 名古屋南 DC
- REDWOOD 弥富 DC
- ESR 名古屋大高 DC
- ESR 愛西 DC
- ESR 弥富木曽岬DC（2022年4月竣工予定）

### 大阪圏
- REDWOOD 南港 DC1
- REDWOOD 藤井寺 DC
- ESR 尼崎 DC　：アジア最大の延床面積388,570m2